# Martin Masafret
Martin Masafret (* 25. Mai 1955 in Zürich) ist ein Schweizer Fernsehmoderator, Sportreporter und Dokumentarfilmer.
Nach der Matura in Immensee begann Masafret eine Ausbildung zum Turn- und Sportlehrer, die er mit ETH-Diplom abschloss. In den frühen 1980ern begann er beim Schweizer Fernsehen zu arbeiten. Von 1984 bis 1990 war er dort als Redaktor, Live-Reporter und Moderator tätig. Dann entwickelte er das Konzept des Sportmagazins time out, wo er bis 2001 Redaktionsleiter und Moderator war. Als Dokumentarfilmer begleitete er unter anderem Martin Buser am Iditarod, Silvano Beltrametti nach seiner Querschnittlähmung oder die Schweizer Fussballnationalmannschaft bei ihren Vorbereitungen zur Fussball-Europameisterschaft 2004.
Seine Tochter, Tina Masafret, nahm an der ersten Staffel von MusicStar teil und trat danach als Backgroundsängerin beim Eurovision Song Contest 2004 auf.